# Claimemissie
Een claimemissie is een bijzondere vorm van een uitgifte van aandelen in een bepaald vennootschap. Het verschil met een gewone emissie is dat de nieuwe aandelen in dit geval enkel beschikbaar zijn voor houders van de reeds uitgegeven aandelen, doordat aan deze aandeelhouders een claimrecht wordt toegekend. Een dergelijke emissie voorkomt dat het aandeelhouderschap (en daarmee de zeggenschap) te veel verwatert en bewerkstelligt dat alleen de bestaande aandeelhouders van een eventuele winststijging kunnen profiteren.